# Plagiostromella pleurostoma
Plagiostromella pleurostoma är en svampart som beskrevs av Höhn. 1917. Plagiostromella pleurostoma ingår i släktet Plagiostromella, klassen Dothideomycetes, divisionen sporsäcksvampar och riket svampar.   Inga underarter finns listade i Catalogue of Life.